# Rheinisch-Westfälische Wasserwerksgesellschaft

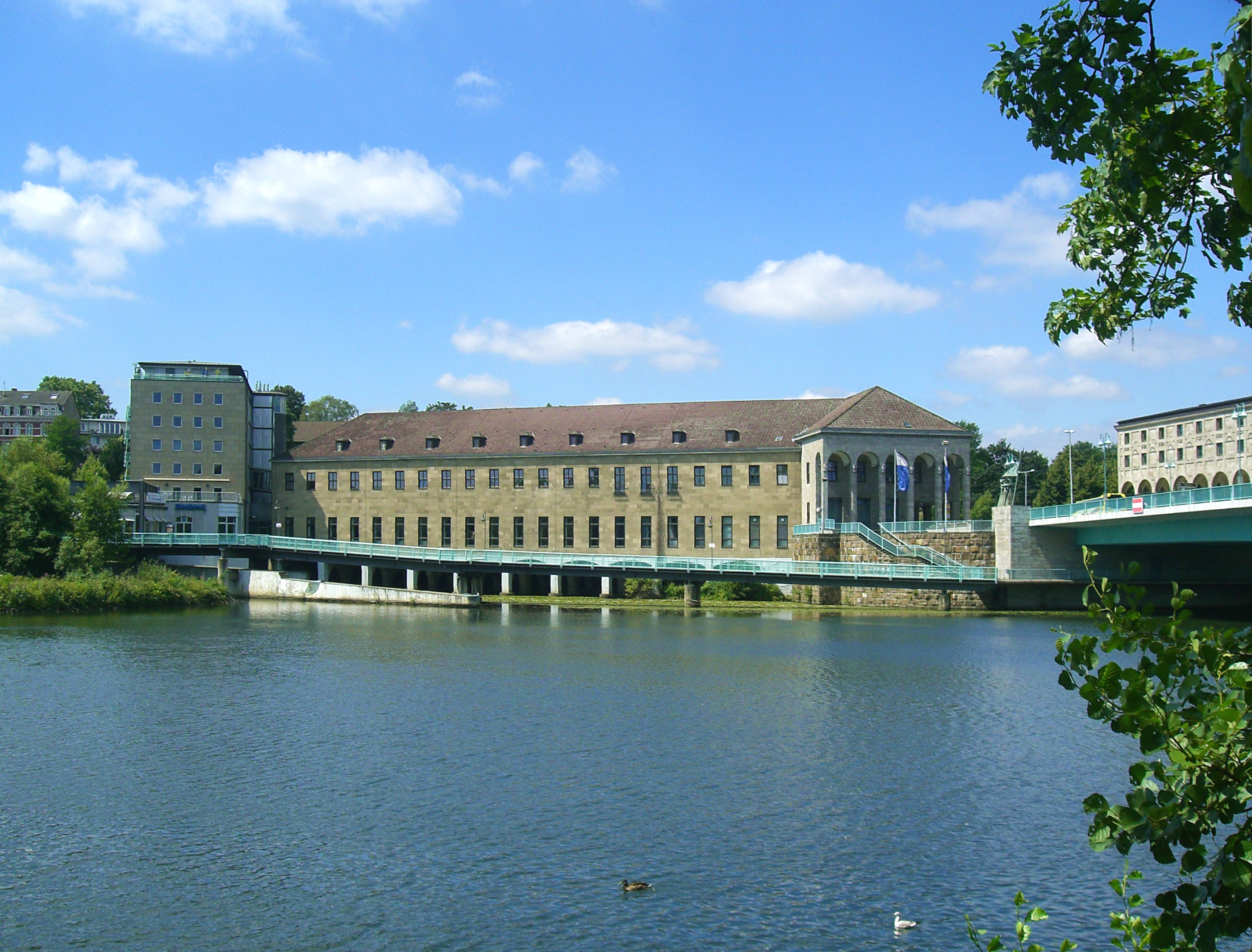
RWW-Hauptverwaltung in Mülheim

Die RWW Rheinisch-Westfälische Wasserwerksgesellschaft mbH mit Sitz in Mülheim an der Ruhr ist einer der größten Wasserversorger in Deutschland.

## Profil
RWW versorgt rund 900.000 Menschen, Industrie und Gewerbe im westlichen Ruhrgebiet und angrenzenden Münsterland mit jährlich rund 75 Millionen Kubikmetern Trink- und Brauchwasser. Sechs Wasserwerke zur Trinkwasseraufbereitung, ein Brauchwasserwerk, 14 Wasserspeicher mit einem Fassungsvermögen von 168.000 Kubikmetern und ein 3.000 Kilometer langes Leitungsnetz stehen dafür zur Verfügung. Über den gleich bleibend hohen Qualitätsstandard wacht ein eigenes Labor mit über 150.000 Analysen im Jahr. Um das bestkontrollierte Lebensmittel Trinkwasser tagtäglich frei Haus zu liefern, sind rund 450 Mitarbeitende im Einsatz.
Sie ist Mitglied der Arbeitsgemeinschaft der Wasserwerke an der Ruhr (AWWR).

## Gesellschafter
| Gesellschaft                                 | Anteil   |
| -------------------------------------------- | -------- |
| Westenergie Aqua GmbH                        | 79,785 % |
| Beteiligungsholding Mülheim an der Ruhr GmbH | 10,000 % |
| Stadt Bottrop                                | 5,609 %  |
| Stadt Gladbeck                               | 4,243 %  |
| Stadt Dorsten                                | 0,358 %  |
| Stadt Oberhausen                             | 0,004 %  |
| Stand 2021                                   |          |

## Beteiligungen
| Gesellschaft                                                                | Anteil |
| --------------------------------------------------------------------------- | ------ |
| Kompetenzzentrum Digitale Wasserwirtschaft gemeinnützige GmbH               |        |
| IWW Rheinisch-Westfälisches Institut für Wasserforschung gemeinnützige GmbH |        |
| ENO Entwicklungsgesellschaft Neu-Oberhausen mbH                             |        |
| GSB Gesellschaft für Stadtmarketing Bottrop mbH                             |        |
| WiN Emscher-Lippe-Gesellschaft zur Strukturverbesserung mbH                 |        |
| WVN Wasserverbund Niederrhein GmbH                                          |        |
| Wasserwerk Dirmerzheim GbR                                                  |        |
| Windenergie Schermbeck-Rüste Verwaltungsgesellschaft mbH                    |        |
| Windenergie Schermbeck-Rüste GmbH & Co. KG                                  |        |
| Stand 2012                                                                  |        |

Durch die Beteiligungen an der Wasserverbund Niederrhein GmbH (WVN) übernimmt die RWW zusätzlich eine bedeutende Aufgabe bei der Wassergewinnung und -verteilung im westlichen Nordrhein-Westfalen.

## Wasserwerke
| Wasserwerke Süd: - Drei Ruhrwasserwerke: - Mülheim Styrum-Ost - Mülheim Styrum-West - Essen-Kettwig - Ein Rheinwasserwerk: - Duisburg-Mündelheim (Betriebswasser) |  | Wasserwerke Nord: - Drei Grundwasserwerke: - Dorsten-Holsterhausen - Reken Melchenberg - Velen Tannenbültenberg - Ein Betriebswasserwerk: - Dorsten „Blauer See“ |

## Besonderheiten
Die RWW unterhält in Mülheim zwei Museen:
- Aquarius-Wassermuseum
- Haus Ruhrnatur
- Laufwasserkraftwerk Kahlenberg

Sie besitzt als Gästehaus den alten Neickmannshof in Mülheim.